# The Sensual World (canção)
The Sensual World é uma canção escrita por Kate Bush. Foi a faixa-título e o primeiro single de seu álbum The Sensual World (1989).
Bush regravou a canção com novo título, "Flower of the Mountain", para o seu álbum Director's Cut de 2011.

## Composição e inspiração
A música é inspirada pelo personagem Leopold Bloom saindo das páginas bidimensionais pretas e brancas de Ulysses do escritor James Joyce em direção ao mundo real. Ela fica imediatamente impressionada pela sensualidade do mundo. Originalmente, a fala da personagem deveria ser a letra da música, porém Bush não obteve permissão do patrimônio de Joyce, então ela alterou a letra. Em 2011, o patrimônio de Joyce concedeu licença ao material, e Bush regravou a música com o título "Flower of the Mountain", lançada em Director's Cut.
Musicalmente, uma das principais melodias no refrão de "The Sensual World" foi inspirada em uma música tradicional macedônica chamada Nevestinsko Oro, ou "Bride's Dance", em inglês. Como na versão tradicional, a melodia é tocada na gaita irlandesa, neste caso tocada pelo música irlandês Davy Spillane.

## Faixas
Todas as canções foram escritas por Kate Bush.
7" single (Reino Unido)
| N.º | Título                          | Duração |  |
| 1.  | "The Sensual World"             | 3:56    |  |
| 2.  | "Walk Straight Down the Middle" | 3:48    |  |

12" e CD single (Reino Unido)
| N.º | Título                             | Duração |  |
| 1.  | "The Sensual World"                | 3:56    |  |
| 2.  | "The Sensual World" (Instrumental) | 3:57    |  |
| 3.  | "Walk Straight Down the Middle"    | 3:48    |  |

## Desempenho nas paradas musicais
| Parada musical (1989)                         | Melhor posição |
| --------------------------------------------- | -------------- |
| Alemanha — Media Control Charts               | 29             |
| Austrália — ARIA Singles Chart                | 44             |
| Estados Unidos — Billboard Modern Rock Tracks | 6              |
| Irlanda — Irish Singles Chart                 | 6              |
| Itália - Italian Singles Chart                | 12             |
| Países Baixos — Dutch Top 40                  | 17             |
| Países Baixos — Dutch Single Top 100          | 20             |
| Reino Unido — UK Singles Chart                | 12             |